# Magnus von Essen
Magnus Carlsson von Essen, född 9 augusti 1901 i Stockholm, död 4 juni 1980, var en svensk friherre, sjöofficer och företagsledare. 
Magnus von Essen, som var son till översten friherre Carl von Essen och statsfrun Ruth Wallenberg, avlade studentexamen 1919 samt studerade vid Kungliga Sjökrigsskolan 1919–1922 och vid Kungliga Sjökrigshögskolan 1929–1932. Han företog sjöexpeditioner med Fylgia till Nordamerika och Västindien 1919–1920, till Sydamerika och Västindien 1923–1924 samt expedition i europeiska farvatten 1919–1932. Han blev fänrik vid flottan 1922, löjtnant 1924, erhöll avsked 1932 och blev kapten i flottans reserv 1937. Han var direktörsassistent vid AB Bolinder-Munktell i Eskilstuna 1933–1939, vice verkställande direktör vid AB Papyrus i Mölndal 1939–1942, vid Halmstad–Nässjö Järnvägar 1942–1944, verkställande direktör där 1944–1945 och efter järnvägens överlåtelse till staten vid AB HNJ Intressenter. Han var styrelseledamot i Wirsbo AB, AB HNJ Intressenter, AB Turitz & Co. och AB Garphytte Bruk.